# Peter Leitner-Siedlung
Die Peter Leitner-Siedlung, auch Peter Leitner Siedlung geschrieben, ist eine Siedlung in der Stadtgemeinde Bärnbach im Bezirk Voitsberg in der Weststeiermark. Sie wurde in den 1950er-Jahren von einer Siedlungsgenossenschaft errichtet und später nach ihrem damaligen Obmann benannt.

## Geographie und Lage
Die Peter Leitner-Siedlung befindet sich im südöstlichen Teil der Stadtgemeinde Bärnbach sowie im Süden der Katastralgemeinde Hochtregist, am östlichen Ufer der Kainach. Direkt südlich und südöstlich der Siedlung verläuft die Gemeindegrenze zur Stadtgemeinde Voitsberg sowie zur Katastralgemeinde Tregist. Nordwestlich der Peter Leitner-Siedlung befindet sich der Stadtteil Bärnbach mit dem Ortszentrum, nördlich liegt der Stadtteil Oberdorf während sich nordöstlich die Reste des Tagbaues Oberdorf befinden.
Westlich verläuft die Landesstraße L 341, die Kainacherstraße zwischen Voitsberg und Bärnbach an der Siedlung vorbei.

## Geschichte
Die heutige Peter Leitner-Siedlung wurde ab 1952 vom Gemeinnützigen Siedlungsgenossenschaft der Arbeiter und Angestellten Köflach unter der Leitung des Obmannes Peter Leitner errichtet. Die Wohnsiedlung umfasste ursprünglich 43 Häuser und wurde erstmals 1971 im Ortsverzeichnis als Peter-Leitner-Siedlung geführt. Private Wohnbauten ließen die Größe der Siedlung bis 2006 auf 78 Wohnhäuser anwachsen.